# Université Bretagne-Loire
L'université Bretagne-Loire était un établissement public à caractère scientifique, culturel et professionnel dont les statuts avaient été approuvés par décret publié le 8 janvier 2016 sous la forme d'une communauté d'universités et établissements (Comue). Elle était issue de la fusion entre l'Université européenne de Bretagne et l'université Nantes-Angers-Le Mans. 
Elle avait pour objectif de développer le potentiel scientifique et académique des régions Bretagne et des Pays de la Loire au niveau national et international. Elle fédérait sept universités, quinze écoles et cinq organismes de recherche de Bretagne et Pays de la Loire.
Sa dissolution  est annoncée le lundi 4 novembre 2019 par le conseil d'administration.

## Établissements membres
Universités :
- université d'Angers
- université de Bretagne-Occidentale
- université de Bretagne-Sud
- université du Mans
- université de Nantes
- université Rennes-I
- université Rennes-II

Écoles :
- École centrale de Nantes (ECN)
- École des hautes études en santé publique (EHESP)
- École nationale d’ingénieurs de Brest (ENIB)
- École nationale supérieure d’arts et métiers (ENSAM)
- École nationale supérieure de chimie de Rennes (ENSCR)
- École nationale supérieure des techniques avancées de Bretagne (ENSTA)
- École nationale de la statistique et de l’analyse de l’information (ENSAI)
- École normale supérieure de Rennes (ENS)
- École supérieure d'électronique de l'Ouest (ESEO)
- École supérieure d’agricultures d'Angers (ESA)
- Institut d'études politiques (IEP) de Rennes
- École nationale supérieure Mines-Télécom Atlantique Bretagne-Pays de la Loire (IMT Atlantique)
- Institut national des sciences appliquées de Rennes (INSA)
- Institut supérieur des sciences agronomiques, agroalimentaires, horticoles et du paysage (Agrocampus Ouest)
- École nationale vétérinaire, agroalimentaire et de l’alimentation Nantes-Atlantique (ONIRIS)
- École supérieure d'ingénieurs de Rennes (ESIR)

Organismes de recherche :
- Agence nationale de sécurité sanitaire de l’alimentation, de l’environnement du travail (ANSES)
- Centre national de la recherche scientifique (CNRS)
- Institut français de recherche pour l’exploitation de la mer (IFREMER)
- Institut national de recherche en informatique et en automatique (INRIA)
- Institut de recherche pour le développement (IRD)

## Actions
Elle met à disposition de ses membres des outils et services mutualisés dont un campus numérique, une cartographie des compétences scientifiques et techniques du territoire, un pôle d'ingénierie de projets européens, et un pôle étudiant pour l'innovation, le transfert et l'entrepreneuriat.